# Tranzschelia ornata
Tranzschelia ornata är en svampart som beskrevs av López-Franco & J.F. Hennen 1990. Tranzschelia ornata ingår i släktet Tranzschelia och familjen Uropyxidaceae.   Inga underarter finns listade i Catalogue of Life.